# Dyscia combustaria
Dyscia combustaria là một loài bướm đêm trong họ Geometridae.